# Граммас, Алекс
Александер Питер Граммас (англ. Alexander Peter Grammas, 3 апреля 1926, Бирмингем, Алабама — 13 сентября 2019, Вестейвия-Хилс, там же) — американский бейсболист, игрок инфилда. Выступал в Главной лиге бейсбола с 1954 по 1963 год. После завершения игровой карьеры работал тренером в нескольких командах лиги. Выигрывал Мировую серию в качестве члена тренерского штаба «Цинциннати Редс» и «Детройт Тайгерс».

## Биография

### Ранние годы и начало карьеры
Александр Питер Граммас родился 3 апреля 1926 года в Бирмингеме. Его отец, Петер Грамматикакис, переехал в США в начале XX века. Осев в Алабаме, он занимался бизнесом по продаже сладостей. Тогда же он сократил свою фамилию до Граммас. В семье было два сына. Оба окончили греческую школу, во время Второй мировой войны служили в армии, а затем поступили в университет штата Миссисипи. 
В 1949 году Алекс окончил университет со степенью бакалавра в области бизнеса и подписал контракт с «Чикаго Уайт Сокс». В профессиональном бейсболе он дебютировал в составе «Маскигон Клипперс». Сезон 1950 года Граммас провёл в «Мемфис Чикасос», где стал лучшим шортстопом Южной ассоциации по игре в защите. Ещё годом позже права на него перешли к «Цинциннати Редс», в фарм-системе которых Алекс продолжал демонстрировать качественную игру в обороне. Чемпионат 1951 года он отыграл в «Канзас-Сити Блюз», став лучшим шортстопом Американской ассоциации по количеству аутов в защите и передач. В декабре 1953 года «Редс» обменяли его в «Сент-Луис Кардиналс» на питчера Джека Кримиана и 100 тысяч долларов.

### Главная лига бейсбола
Во время предсезонных сборов в феврале 1954 года Граммас получил травму руки. Обследование не выявило серьёзных повреждений, но сезон у него сложился неудачно. В играх за «Кардиналс» он отбивал с показателем только 26,4 %, сделав 57 ранов и набрав 29 RBI. На следующий сезон эффективность на бите упала до 24,0 %, хотя в защите Алекс по-прежнему входил в число лучших игроков. В мае 1956 года его обменяли обратно в «Цинциннати», где он стал одним из лидеров команды, занявшей третье место в Национальной лиге. 
В сезоне 1957 года Граммас был вытеснен из состава звёздными Джонни Темплом, Роем Макмилланом и Доном Хоуком. В играх чемпионата он появился на бите всего 99 раз. Следующий сезон стал провальным для «Редлегс» в целом и для Алекса в частности. В команде сменился тренер, после чего он перестал играть шортстопом и выходил на третью и вторую базы. Показатель отбивания Граммаса снизился до 21,8 %. В октябре в результате обмена он снова оказался в «Кардиналс». Ему было уже 33 года и в «Сент-Луисе» он играл роль наставника для молодых игроков команды. За «Кардиналс» Алекс играл до 1962 года, после чего был обменян в «Чикаго Кабс». Там он и завершил свою игровую карьеру спустя два сезона.

### Тренерская карьера
К моменту окончания карьеры у Алекса и его супруги было уже четверо детей. Ранее он в межсезонье изучал опыт своего дяди в бизнесе, а теперь вместе со своим другом Харри Уокером открыл супермаркет. Это знакомство сыграло важную роль в его дальнейшей карьере. В 1965 году Уокер был назначен главным тренером «Питтсбург Пайрэтс» и пригласил Граммаса на пост тренера третьей базы. На этом месте Алекс отработал пять сезонов, а в конце 1969 года исполнял обязанности главного тренера в последних пяти матчах чемпионата.
Граммас имел хорошие рекомендации от генерального менеджера «Пайрэтс» и в 1970 году вошёл в тренерский штаб Спарки Андерсона в «Цинциннати». Совместно с Андерсоном Алекс проработал девятнадцать из следующих двадцати двух лет. В 1970 году «Редс» выиграли Западный дивизион Национальной лиги, одержав 102 победы, но проиграли Мировую серию «Балтимору». Через два года команда снова дошла до финала, но в семи матчах проиграла «Окленду». Успех пришёл к «Редс» в 1975 году, когда со счётом 4:3 были обыграны «Бостон Ред Сокс». За время работы в «Цинциннати» в числе лучших подопечных Граммаса были Джо Морган, Пит Роуз и Дэйв Консепсьон. На следующий год он был назначен главным тренером «Милуоки Брюэрс».
Первый сезон самостоятельной работы завершился для Алекса неудачно. «Брюэрс» выиграли 66 матчей, проиграли 95, и стали последними в Восточном дивизионе Американской лиги. Последовало значительное обновление состава, но в 1977 году команда одержала всего на одну победу больше и стала предпоследней, обойдя лишь новичков лиги «Торонто Блю Джейс». Несмотря на слабое выступление, Граммас пользовался популярностью у болельщиков. В то же время, он конфликтовал с рядом игроков, в частности из-за своего решения запретить бейсболистам носить усы и бороды. Проработав в «Брюэрс» два года, Алекс был уволен.
В 1978 году он вернулся к Андерсону в «Цинциннати». Сезон команда завершила на втором месте в дивизионе, после чего главный тренер был уволен. Следом за ним «Редс» покинул и Граммас, ушедший в «Атланту Брэйвз». Отработав там 1979 год, он затем снова воссоединился с Андерсоном в «Детройте». В «Тайгерс» Алекс работал с такими звёздами как Алан Траммелл и Лу Уитакер. В 1984 году «Тайгерс» одержали уверенную победу в дивизионе, затем в Чемпионской серии обыграли «Канзас-Сити Роялс», а в Мировой серии обыграли «Сан-Диего Падрес». В команде Граммас проработал до конца 1991 года. В возрасте 65 лет он вышел на пенсию. 
Закончив тренировать, Алекс поселился в Бирмингеме. В 1992 году он с семьёй впервые посетил Грецию, родину своего отца. 
Алекс Граммас скончался 13 сентября 2019 года в возрасте 93 лет.